# Рэббитт, Деннис
Деннис Натаниел Рэббитт (англ. Dennis Nathaniel Rabbitt; род. 28 июня 1956 года, Сент-Луис, штат Миссури) — американский насильник, совершивший серию нападений сопряженных с изнасилованиями, на девушек и женщин на территории города Сент-Луис, округов Сент-Луис и Джефферсон.  В разные годы следствие заявляло о его причастности к изнасилованиям от 16 до 29 девушек и женщин начиная с 1984 года. Сам Деннис Рэббитт признал себя виновным в 20 нападениях сопряженных с изнасилованиями, но впоследствии заявил, что первое нападение совершил в 1973 году, благодаря чему настоящее количеств жертв Рэббитта осталось неизвестным. Большинство из своих преступлений Рэббитт совершил в южных районах Сент-Луиса, благодаря чему получил от СМИ прозвище «Саутсайсдский насильник» (англ. South side rapist).

## Биография
Деннис Натаниел Рэббитт родился 28 июня 1956 года в городе Сент-Луис. Был единственным ребенком в семье. Его родители являлись представителями среднего класса общества. Отец Денниса занимался предпринимательской деятельностью, являлся владельцем бара, который пользовался большой популярностью в городе и имел родственников, состоящих в крупных политических и общественных организациях Сент-Луиса, благодаря чему семья не испытывала материальных трудностей, а Деннис детство и юность провел в социально-благополучной обстановке. Рэббитт посещал школу «Bishop Dubourg High School», которую окончил в 1975 году. В школьные годы Деннис обладал высоким ростом и крупным телосложением, занимался спортом, но выдающихся результатов ни в одном из его видов не достиг. В силу своей интровертности он был мало популярен в школе, не пользовался популярностью у девушек, но не подвергался нападкам других учеников и статусом социального изгоя не обладал. По собственную признанию Рэббитта, уже в раннем детстве он начал демонстрировать патологичеки повышенное половое влечение к женщинам, благодаря чему начал проявлять интерес к порнографии и коллекционировать порнографические журналы, принадлежавшие его отцу. В тот же период он увлекся вуайеризмом, подглядывая через окно соседского дома за  женщиной, занимавшейся различными интимными процессами, которая впоследствии его разоблачила. После того, как она сменила место жительства, Рэббитт все свободное время от учебы проводил в разных районах Сент-Луиса, занимаясь вуайеризмом. Согласно его свидетельствам, в школьные годы, после того как его родители узнали о его сексуальных девиациях, его мать просверлила отверстие в двери ванной комнаты с целью наблюдения за ним и предотвращения занятия мастурбацией, после чего Рэббитт через это отверстие втайне от матери сам стал вести за ней наблюдение во время интимных процессов. В 1970 году Деннис был арестован полицией на территории чужой частной собственности во время наблюдения через окно за жильцами дома. Во время заключения в окружной тюрьме, в отношении Рэббитта была проведена судебно-медицинская экспертиза, по результатам которой он был признан вменяемым без каких-либо сексуальный девиаций. В 1973 году, во время наблюдения за одной из девушек, Рэббитт совершил проникновение в ее дом, где разделся и с ножом в руке совершил попытку нападения на нее, которая закончилась неудачно. Из-за оказанного сопротивления, Рэббитт выронил нож и вынужден был бежать. По версии самого Рэббитта во время расследования он попал в поле зрения полиции, потому как отпечатки его пальцев остались на ноже, который принадлежал его отцу, но не был арестован  благодаря родственным связям своего отца в политических организациях Сент-Луиса, который якобы сам признался ему в этом летом 1974 года после 18-го дня рождения Денниса. После окончания школы Деннис сменил ряд профессий. В конце 1970-х он познакомился с девушкой, которая вскоре от него забеременела. Они поженились в 1980-м году. В браке родилось двое детей. В начале 1980-х Рэббитт при поддержке своего отца также занялся предпринимательской деятельностью и открыл бар. Тяжелым травмирующим фактором для ухудшения психологической атмосферы в семье послужила гибель матери Денниса в 1982 году. Женщина была застрелена своим вторым мужем на глазах у дочери Денниса, вследствие чего в дальнейшие годы он стал увлекаться алкогольными напитками и впал в состояние конфликта со своей женой. В середине 1980-х годов деловая активность бизнеса Денниса Рэббитта пошла на спад. Он начал испытывать материальные трудности. В 1989 году его жена подала на развод, обвинив Денниса в инфантилизме.

## Разоблачение
Впервые Деннис Рэббитт попал в поле зрения полиции в середине 1998 года, после того как его фургон был остановлен возле межштатной автомагистрали I-44 на территории округа Дэйвис в ходе стандартной проверки документов. Во время  проверки было установлено, что автомобильный номер его фургона зарегистрирован на другое транспортное средство, после чего Рэббитт был обвинен в краже автомобильных номеров и ему был выписан штраф. Вечером того же дня Рэббитт появился в городе Фентон, где на территории одного из домов был замечен мужчиной во время занятия вуйаеризмом, который спугнул Рэббитта и попытался его догнать. Рэббитту удалось добраться до своего фургона и уехать, но его преследователь позвонил в полицию и заявил об инциденте, предоставив полиции описание внешности Денниса и автомобильный номер его фургона. Через несколько дней Рэббитт был замечен сотрудниками дорожной полиции возле города Пасифик, где он вечером того же дня совершил изнасилование беременной девушки. 29 октября 1998 года Деннис Рэббитт был задержан сотрудниками полиции по подозрению в совершении краж со взломом и серии изнасилований.  Объединение преступлений произошло только в 1992 году, после чего информация о преступнике а также его фоторобот были опубликованы в различных СМИ, которые вскоре дали ему прозвище «Саутсайдский насильник». Во время расследования преступлений, полиция подозревала преступника в совершении как минимум 22 изнасилований девушек и женщин, начиная с 1988 года, находящихся в возрасте от 15 до 82 лет. Как минимум в 16 случаях на телах жертв изнасилований  обнаружила биологические следы преступника, из которой была выделена его ДНК. В остальных 6 случаях биологических следов насильника обнаружено не было.  После задержания у Рэббитта для проведения ДНК-экспертизы был взят образец слюны. Так как результаты тестирования могли быть получены только через четыре недели, Денниса Рэббитта после задержания и допроса были вынуждены отпустить,  так как в ходе допроса и обыска его апартаментов  никаких улик, изобличающих его в совершении серии изнасилований обнаружено не было. Оказавшись на свободе Деннис Рэббитт уехал из Сент-Луиса, покинул территорию штата Миссури и сумел скрыться. В конце ноября того же года по результатам ДНК-экспертизы было установлено, что его генотипический профиль соответствовал генотипическому профилю преступника, на основании чего Рэббитт был идентифицирован как «Саутсайдский насильник» и объявлен в национальный розыск. 3 ноября Рэббитт был замечен  в отеле «American Motor Inn» на территории города Спрингфилд, (штат Миссури). Он оставался там до утра 7 ноября, после чего был замечен на стадионе «Faurot Field» в городе Колумбия, (штат Миссури), где проходил футбольный матч. После игры он покинул город и отправился в город Осейдж-Бич (штат Миссурри), где он попал на запись камер видеонаблюдения в одном из мини-маркетов, после чего Рэббитт был замечен в городе Джоплин, где он поселился в одном из мотелей, который покинул утром 8 ноября, после чего его следы затерялись..
По поимке Денниса Рэббитта была организована поисковая операция с участием агентов ФБР, которое объявило материальную награду в размере 25 000 долларов за информацию о его местонахождении. В ходе операции, в домах родственников и близких друзей Рэббитта были установлены средства для прослушивания связи. В середине января 1999 года в доме одного из его друзей на территории округа Джефферсон был зафиксирован звонок с автозаправочной станции из небольшого города Певели, который по версии следствия совершил Рэббитт. Однако в ходе поисковой операции на территории Певели местонахождение Денниса Рэббита установить не удалось.

## Арест
Деннис Рэббитт был  арестован в одном из мотелей города Альбукерке (штат Нью-Мексико) 28 февраля 1999 года во время поиска местной полицией 15-летней сбежавшей девушки. На основании свидетельских показаний девушка была обнаружена в номере, где проживал Рэббитт под вымышленным именем. После того как сотрудники правоохранительных органов пытались допросить его, Рэббитт попытался сбежать, но был пойман, после чего был доставлен в местный полицейский участок, где его личность была установлена. Во время допроса Рэббитт признался в том, что начиная с 1973 года совершил нападения, сопряженные с изнасилованиями в отношении нескольких десятков девушек и женщин, указав несколько дат совершения изнасилований женщин, в совершении которых его никогда не подозревали. Несмотря на то, что Рэббитт сожительствовал с 15-летней девушкой, полицией Альбукерке не было предъявлено ему обвинение в половом сношении и иным действиям сексуального характера с лицом, не достигшим шестнадцатилетнего возраста, благодаря чему в начале марта того же года Рэббитт был экстрадирован на территорию штата Миссури, где ему были предъявлены обвинения.
На допросах Деннис Рэббитт заявил о том, что первое нападение на женщину, в ходе которого он попытался совершить попытку ее изнасилования - он совершил в 1973 году. Рэббитт заявил, что возраст жертв, черты характера и их внешний вид не имели для него никакого значения. Во время совершения изнасилований он использовал яркий фонарик, а также имитировал поведение и манеру речи - свойственную сотрудникам правоохранительных органов, о чем заявляли в полицию жертвы изнасилований, благодаря чему во время расследования в список подозреваемых попали несколько офицеров полиции, в отношении которых проверялись их рабочие графики, графики отпусков и алиби на момент совершения преступлений. Впоследствии у некоторых из подозреваемых сотрудников полиции были взяты образцы ДНК для проведения тестирования. Рэббитт признал, что при совершении большинства преступлений он проявил крайнюю дезорганизованность. Согласно его показаниям, в ряде случаев женщины оказывали ожесточенное сопротивление, после чего он предпочитал покинуть место преступления, не успев при этом причинить им никакого вреда, в ряде других случаев он ограничивался тем, что наблюдал за женщинами через окна домов, после чего уходил, а в ряде эпизодов он совершал проникновение на территорию дома потенциальной жертвы, но не совершал никаких посягательств, а ограничивался только кражей из дома материальных ценностей, после чего незамеченным покидал место преступления. Рэббитт настаивал на том, что мотивом совершения изнасилований являлась возможность проникновения на территорию дома жертвы, а не ее внешность. Впоследствии ряд из его жертв косвенно подтвердили этот факт, заявив что после того как Рэббитту удавалось проникнуть в дом или квартиру, он почти терял интерес к половому акту и испытывал проблемы с эрекцией.

## Суд
Деннису Натаниелу Рэббитту было предъявлено 49 пунктов обвинения в совершении таких преступлений как содомия, изнасилование и ограбление. В январе 2000 года он признал себя виновным по всем пунктам обвинения, признав свою причастность к совершению 14 изнасилований, совершенных с сентября 1988 года по май 1997 года в городе Сент-Луис, а также на территории округов Джефферсон и Сент-Чарльз, расположенных на территории штата Миссури. Также он подозревался в совершении двух изнасилований на территории штата Иллинойс. В конечном итоге Деннис Натаниэл Рэббитт был признан виновным по всем пунктам обвинения и получил в качестве уголовного наказания 6 сроков в виде пожизненного лишения свободы без права на условно-досрочного освобождения.